# 清水満之助
清水 満之助（しみず みつのすけ、旧字:淸水 滿之助）は、建設会社清水組の3代目及び4代目の代表の名。実業家。

## 清水満之助（3代目）
丹後宮津藩出身。学問を好み、英学を修めた。清水組2代目清水喜助に経営者としての才覚と温厚誠実な人柄を見込まれ後継者として、2代目喜助と妻ヤスの長女ウメの娘婿となる。
1881（明治14）年8月9日、日本橋本石町に居していた喜助が67才で没し、3代目として後を継ぎ、横浜店・本石町店の店主となった。職制の改革、賞与制度の確立、会計制度の改善などの改革に務めた。
1883（明治16）年、喜助未亡人ヤスが没すると、東京の店は清水武治（清水武治店）に譲渡して横浜に居を移し、横浜の清水満之助店の経営に従事した。
1887（明治20）年4月、急逝。

## 清水満之助（4代目）
清水満之助（1878（明治11）年10月9日 - 1929（昭和4）年4月15日）は清水組の4代目の代表である。
出生時の名前は喜三郎。1887（明治20）年4月、先代の急逝により8歳で家督を相続。清水組の経営は渋沢栄一が相談役となって行われた。
東京神田の清水武治店が次第に不振に陥ったことから、1895（明治28）年、武治の隠居にともない、同店（当時は清水きく店）を再度統合するに至った。
家からは、養兄の釘吉と妻、妹のシツと夫の一雄（入江正遠三男）が分家した。
1915（大正4年）に引退し、兄にあたる 清水釘吉が後を継ぐ。清水組は10月15日、合資会社となる。
1929（昭和4）年4月15日没。釘吉三男の康雄が家督を相続。

### 逸話
1897（明治30）年、大倉喜八郎らと共に、奠都三十年祝賀会の委員として、奠都三十年祭を開催。祝賀会副委員長が渋沢栄一であった。

## 系譜
- 清水喜助 - 初代。1783年（天明3年） - 1859年6月8日（安政6年5月8日）。
  - 清水喜助（藤沢清七） - 2代。清水喜助清矩。1815年（文化12年）11月 - 1881年（明治14年）8月9日。
  - ヤス - 初代長女。
    - 満之助 - 3代。
    - ウメ - 初代孫。1853（嘉永6）年10月生。
      - タケ - 姉。初代の曽孫。
      - 釘吉 - タケの夫。5代。京都府士族小野高永の二男。4代の兄にあたる。1867（慶応3）年11月生。東京帝国大学工科大学を卒業して工学士。
        - 康雄 - 釘吉三男（5代）。

      - 満之助（喜三郎） - 長男。4代。1878（明治11）年10月9日 - 1929（昭和4）年4月15日
      - トラ - 妹。1883（明治16）年生。
      - 揚之助 - トラの夫。旧姓菊池。4代の弟にあたる。1887（明治20）年生。